# Tiago (Fußballspieler, 1981)
Tiago [tiˈaɣu] (* 2. Mai 1981 in Viana do Castelo; voller Name Tiago Cardoso Mendes) ist ein ehemaliger portugiesischer Fußballspieler.

## Karriere

### Im Verein
Seine erste Saison spielte Tiago 1999 bei Sporting Braga. Im Dezember 2001 wechselte er zu Benfica Lissabon, elf Monate später gab er sein Debüt in der portugiesischen Nationalmannschaft. Bei Benfica erzielte er in 31 Spielen 13 Tore. In der Saison 2003/04 gewann er mit dem Hauptstadtklub den portugiesischen Pokal.
Tiago wurde zwar für die EM 2004, die im eigenen Land stattfand, nominiert, kam aber nicht zum Einsatz. Bei den Olympischen Sommerspielen 2004 in Athen verletzte er sich. Nach einer Saison beim FC Chelsea in England wechselte Tiago im August 2005 für 10 Millionen Euro Ablöse zum französischen Club Olympique Lyon.
Am 21. Juni 2007 wurde Tiago vom italienischen Rekordmeister Juventus Turin verpflichtet. Juve zahlte eine Ablöse von 13 Millionen Euro an Olympique Lyon. In Turin konnte er nicht die von ihm erwarteten Leistungen zeigen. Tiago wurde von Trainer Claudio Ranieri häufig nur eingewechselt und von den Medien und Fans teils hart kritisiert. Im Sommer 2008 waren einige Vereine an seiner Verpflichtung interessiert, der Portugiese lehnte jedoch alle Angebote ab und blieb in Turin.
Im Januar 2010 wechselte er, nachdem er auch unter dem neuen Trainer Ciro Ferrara nur zu Kurzeinsätzen gekommen war, für die Rückrunde der Saison 2009/10 auf Leihbasis zum spanischen Erstligisten Atlético Madrid. Im Sommer 2010 wurde er für ein Jahr und eine Leihgebühr von einer Million Euro erneut an Atlético Madrid verliehen. Zur Saison 2011/12 wurde er fest von Atlético Madrid verpflichtet.
Am 19. Mai 2016 gab Atlético Madrid die Verlängerung seines Vertrages bekannt, welche ihn auch in der Saison 2016/17 an den Madrider Verein band. Nach der Saison 2016/17 beendete Tiago seine Karriere.

### In der Nationalmannschaft

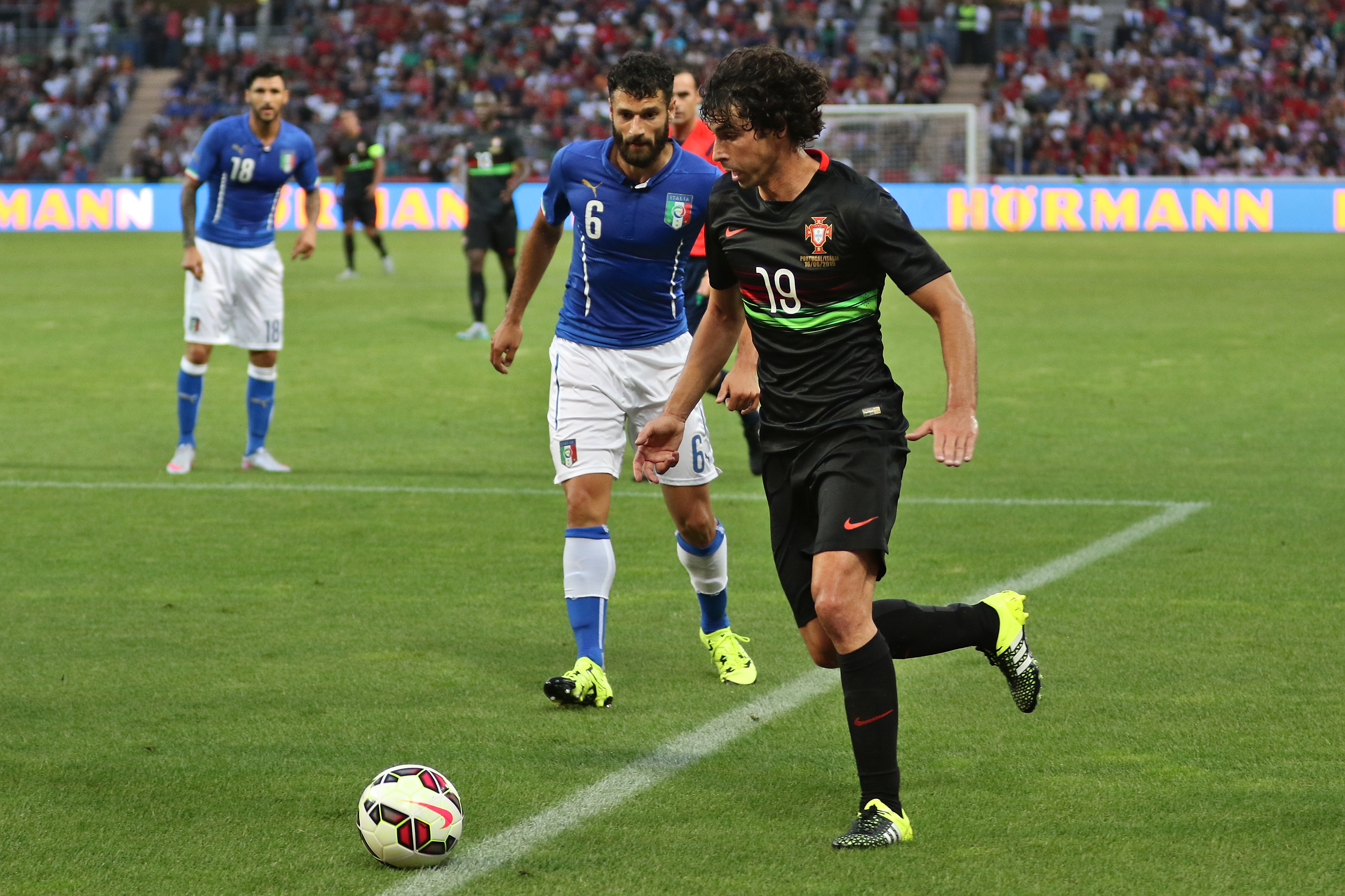
Tiago im Trikot der portugiesischen Nationalmannschaft (2015)

Tiago absolvierte mehrere Spiele für Portugals U-18- und U-21-Nationalmannschaft. Am 20. November 2002 debütierte er im Rahmen eines Freundschaftsspiels gegen Schottland in der A-Nationalmannschaft. Im Anschluss nahm er auch an der Europameisterschaft 2004 im eigenen Land teil, kam jedoch im Turnierverlauf nicht zum Einsatz. Nach der EM entwickelte sich Tiago zum Stammspieler im Nationalteam. Bei der WM 2006 bestritt er fünf WM-Spiele. Nachdem er nicht für die EM 2008 nominiert worden war, nahm er 2010 erneut an der Weltmeisterschaft teil und schoss im Gruppenspiel gegen Nordkorea zwei Tore.
Nach der WM trat Tiago nach 58 Länderspielen aus persönlichen Gründen aus der Nationalmannschaft zurück. Nach einer starken Saison mit Atlético Madrid ließ er sich jedoch vier Jahre später von Nationaltrainer Fernando Santos zum Comeback überreden, woraufhin er ab Oktober 2014 während der Qualifikation zur EM 2016 acht weitere Länderspiele bestritt. Eine schwere Verletzung verhinderte allerdings eine weitere Turnierteilnahme. Sein letztes Länderspiel bestritt Tiago am 8. Oktober 2015 in der EM-Qualifikation gegen Dänemark.

## Titel und Erfolge
- Portugiesischer Pokalsieger: 2003/04
- Englischer Meister: 2004/05
- Englischer Ligapokalsieger: 2004/05
- Englischer Supercupsieger: 2005
- Französischer Meister: 2005/06, 2006/07
- Europa-League-Sieger: 2009/10, 2011/12
- UEFA-Super-Cup-Sieger: 2012
- Spanischer Pokalsieger: 2012/13
- Spanischer Meister: 2013/14
- Spanischer Superpokalsieger: 2014